# Mycetophila fulvithorax
Mycetophila fulvithorax är en tvåvingeart som först beskrevs av Gabriel Strobl 1910.  Mycetophila fulvithorax ingår i släktet Mycetophila och familjen svampmyggor.
Artens utbredningsområde är Österrike. Inga underarter finns listade i Catalogue of Life.